# Eulalius
Eulalius, né vraisemblablement dans la seconde moitié du IVe siècle et mort en 423, est un ecclésiastique romain et prétendant à la papauté durant le schisme de 418-419. 

## Les sources
Eulalius est surtout connu à travers le schisme de 418-419, détaillé dans un dossier de lettres, la Collectio Avellana. Ces missives, écrites entre le 28 décembre 418 et le 8 avril 419, rapportent les événements à travers les rapports du préfet de Rome Aurelius Anicius Symmachus, et les réponses de l’empereur Honorius, de Constance et de Galla Placidia. 
Quelques éléments de la vie d’Eulalius sont également connus par le Liber pontificalis. 

## Le schisme de 418-419

### Les événements
À la mort du pape Zosime le jeudi 26 décembre 418, un groupe d’ecclésiastiques composés d’une grande partie de diacres, de quelques prêtres et d’une foule de chrétiens s’enferment dans l’église de Latran, où ils élisent comme évêque de Rome l’archidiacre Eulalius. Ils restent enfermés jusqu’au dimanche 29 décembre, puis consacrent formellement le nouveau pape. 
Toutefois, le 27 décembre, un groupe rival, composé de 70 prêtres, porte à la papauté Boniface, un ancien conseiller du pape Innocent. Malgré les négociations, aucun compromis n’est trouvé, et Boniface est consacré à l’église de Marcel sur le Champ de Mars. Aurelius Anicius Symmachus rapporte à l’empereur Honorius qu’Eulalius est le prétendant légitime, ayant été élu en premier. 
Boniface se fait arrêter après avoir organisé une procession lors de l’Épiphanie, mais ses partisans envoient une pétition à la cour de Ravenne pour protester contre l’élection d’Eulalius, qu’ils considèrent comment irrégulière, car il n’a pas pris en compte l’avis des prêtres et s’est servi de la sénilité de l’évêque d’Ostie pour appuyer son ordination. Honorius convoque les deux parties à la cour le 8 février pour entendre l’affaire en présence d’évêques italiens. Néanmoins, le schisme n’est pas résolu. Un second concile est convoqué à Spolète le 13 juin suivant, et les évêques africains et gaulois sont également conviés à participer. 
Les deux prétendants à l’évêché de Rome ont été ordonnés de rester en dehors de Rome jusqu’à cette date, et Eulalius séjourne à Antium. Pour assurer la tenue du service de Pâques le 30 mars 419, l’évêque Achilleus de Spolète est choisi comme remplaçant temporaire. Pourtant, Eulalius rentre à Rome le 18 mars malgré l’interdiction. Sa présence entraîne des émeutes, et il finit par se réfugier dans l’église de Latran, avant de se faire arrêter et conduire hors de la ville. Le 3 avril suivant, Honorius écarte Eulalius du titre de pape, Boniface est reconnu pape, et le concile de Spolète est annulé,,,,,,. 

### Position théologique et soutiens d'Eulalius
Plusieurs hypothèses concernant les positions d’Eulalius et ses partisans au sein de l’Église ont été émises par les historiens ayant traité cette affaire. 
Certains ont vu dans ce schisme un conflit entre un parti pélagien, mené par Eulalius, et un parti anti-pélagien, représenté par Boniface. Toutefois, la documentation écrite se révèle peu loquace, et d’autres spécialistes ne pensent pas qu’il soit possible de lier cette affaire au pélagianisme, en raison du manque de référence explicite au pélagianisme. D’autres spécialistes mettent en avant une lutte politique entre deux factions de l’Église : le parti d’Eulalius, lié au diaconat, et le parti de Boniface, soutenu par les prêtres,,,. 
D’autre part, la position de Galla Placidia et Honorius, ouvertement anti-pélagiens, est assez ambiguë. Ainsi, quelques auteurs voient plutôt Placidia comme soutien de Boniface, d’autres pensent que les faveurs de l’empereur et ses proches étaient tournées vers Eulalius, qui apparaissait dans un premier temps comme plus légitime et moins susceptible de créer des troubles,,,,,,,. 

## Fin de vie
Deux versions du Liber pontificalis donnent des informations divergentes sur la vie d’Eulalius après l’élection de Boniface. La première variante raconte qu’il devient évêque de Nepi (it) après ces événements, la seconde explique qu’il a été expulsé en Campanie, et meurt un an après Boniface, en 423.